# 钱亦石
钱亦石（1889年12月—1938年1月），原名城（一作诚），字介磐（一作介盤），笔名啸秋、史庐、谷荪、白沙、石颠、巨涛、浪沫、楚囚、曙生等，男，湖北咸宁人，中国政治人物、学者、报刊编辑。

## 家庭
妻子王德训，子錢遠鏡，女儿钱韵玲，女婿冼星海。